# Euparatettix spicuvertexoides
Euparatettix spicuvertexoides is een rechtvleugelig insect uit de familie doornsprinkhanen (Tetrigidae). De wetenschappelijke naam van deze soort is voor het eerst geldig gepubliceerd in 2005 door Zheng.